# Halvegolfantenne

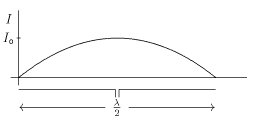
Halve-golfantenne (dipool)

Een halvegolfantenne is een algemene benaming voor een antenne met een elektrische lengte van een halve golflengte.
Een halvegolfantenne kan een dipoolantenne zijn, en een dipoolantenne kan een halve-golfantenne zijn, maar niet altijd.

## Typen
- Halvegolf dipool, hierbij is de antenne in het midden onderbroken waar de antenne gevoed wordt. Het voedingspunt is laagimpedant aangezien de twee elementen een kwart golflengte lang zijn. Door deze lage impedantie is het -bij coaxvoeding- slechts nodig om het signaal om te zetten naar een asymmetrisch signaal met bijvoorbeeld een balun. Bij een verkortingsfactor (werkelijke lengte dipool gedeeld door halve golflengte) van 0,96 is de impedantie van een theoretische dipool met diameter 0 exact ohms en gelijk aan 73 ohm. Hoe groter de diameter van de dipoolstaven, des te groter de verkortingsfactor, die nodig is om een ohmse impedantie te bereiken.
- Eindgevoede draad, hierbij wordt de – een halve golflengte lange – draad aan één uiteinde gevoed, tegen de aarde. De draad heeft nu een lengte van een halve golflengte, en het voedingspunt is dus hoogimpedant, dit betekent dat vaak impedantieaanpassing nodig is, en er rekening gehouden dient te worden met hoge spanningen op het voedingspunt.
- Halvegolfsprietantenne, een verticale staaf met een lengte van λ/2, vaak in combinatie met een aantal radialen (soms: Ground Plane Antenna).